# Aspidium crenatus
Aspidium crenatus là một loài thực vật có mạch trong họ Dryopteridaceae. Loài này được (Cav.) Ching miêu tả khoa học đầu tiên năm 1941.